# 7001 Noether
A 7001 Noether (ideiglenes jelöléssel 1955 EH) a Naprendszer kisbolygóövében található aszteroida. Az Indiana Egyetem fedezte fel 1955. március 14-én.